# Усубов, Ибрагим-Ага Муса-Ага оглы
Ибрагим-Ага Усу́бов (азерб. İbrahim ağa Musa ağa oğlu Usubov; 6 мая 1875 — 16 июля 1920) — российский и азербайджанский военачальник, генерал-майор.

## Молодость
Ибрагим-Ага Усубов родился 6 мая 1875 года в селе Юхары Салахлы Казахского уезда. Его отец, Муса-Ага, был офицером русской армии. Муса-Ага Усубов получил звание прапорщика 2 июля 1839 года. Был помощником начальника Почетной команды мусульман при Главнокомандующем Отдельным Кавказским корпусом князе Воронцове. Команда эта, в виде конвоя для корпусной квартиры, сформирована была в 1839 году именным указом Николая I, объявленным командиру Отдельного Кавказского корпуса генерал-лейтенанту Головину Е. А.. Несмотря на название «почетная команда», это была боевая единица, что определялось последним пунктом указа: «Команду сию употреблять в военных действиях не только во время нахождения вашего в экспедициях, но и во всех случаях, когда мера эта признана будет полезною ...».
28 ноября 1845 года за отвагу и доблесть, проявленную в битвах против горцев в сёлах Дарго и Герзель, был удостоен ордена Святого Станислава 3-й степени. 9 июля 1848 года Муса-Ага Усубов становится подпоручиком, а 4 декабря 1854 года за безупречную службу произведён был в поручики. Муса-Ага Усубов получал пенсию 97 руб. 50 коп. серебром в год. Высочайшим приказом от 1 августа 1891 года Муса-Ага Молла-Юсуф оглы Усубов был исключён из списков умершим.
Общее образование Ибрагим-Ага получил в Тифлисском кадетском корпусе. По окончании в 1894 го]у 2-го военного Константиновского училища подпоручик Усубов был направлен в 122-й пехотный Тамбовский полк 31-й пехотной дивизии.

## Карьера
15 мая 1898 года произведён в поручики. С 15 мая 1902 года штабс-капитан. Окончил Офицерскую стрелковую школу.
Русско-японскую войну встретил в составе своего полка. За отличия в делах против японцев Усубов был награждён орденами Святой Анны 4-й ст., Святого Владимира 4-й ст. с мечами и бантом и Святого Станислава 3-й ст. с мечами и бантом. 11 мая 1905 года назначен командиром 4-й роты, а 7 августа «за боевое отличие» был произведён в капитаны.
Участник Первой мировой войны. С 14 августа 1914 года командир 1-го батальона 122-го пехотного Тамбовского полка. 14 октября 1914 года батальон капитана Усубова, атаковал высоты вблизи села Мизинец, заставил австрийские силы отступить и три дня отражал австрийские контратаки. В декабре того же года Высочайшим приказом «за отличия в делах против неприятеля» произведён в подполковники со старшинством с 13 августа 1914 года.

1 августа 1915 года произведён в полковники. 9 сентября 1915 года полковник Усубов был награждён орденом Святого Георгия 4-й степени за то, что 
при атаке укреплённой высоты у дер. Мизинец командуя батальоном, выбил противника из двух рядов окопов и, овладев высотой, удерживал её за собой в течение трёх дней, отбивая все контратаки австрийцев, поддерживаемые огнём своей артиллерии с фортов крепости Перемышль, чем содействовал своему полку в выполнении возложенной на него задачи.
На 1 августа 1916 года в том же чине и полку. 8 октября 1916 года Ибрагим-Ага Усубов был назначен командиром 112-го пехотного Уральского полка 28-й пехотной дивизии. В январе 1917 года назначен командиром бригады 133-й пехотной дивизии. 1 июля 1917 года Ибрагим-Ага Усубов был произведён в генерал-майоры со старшинством от 12 декабря 1915 года.

## На службе в Азербайджане

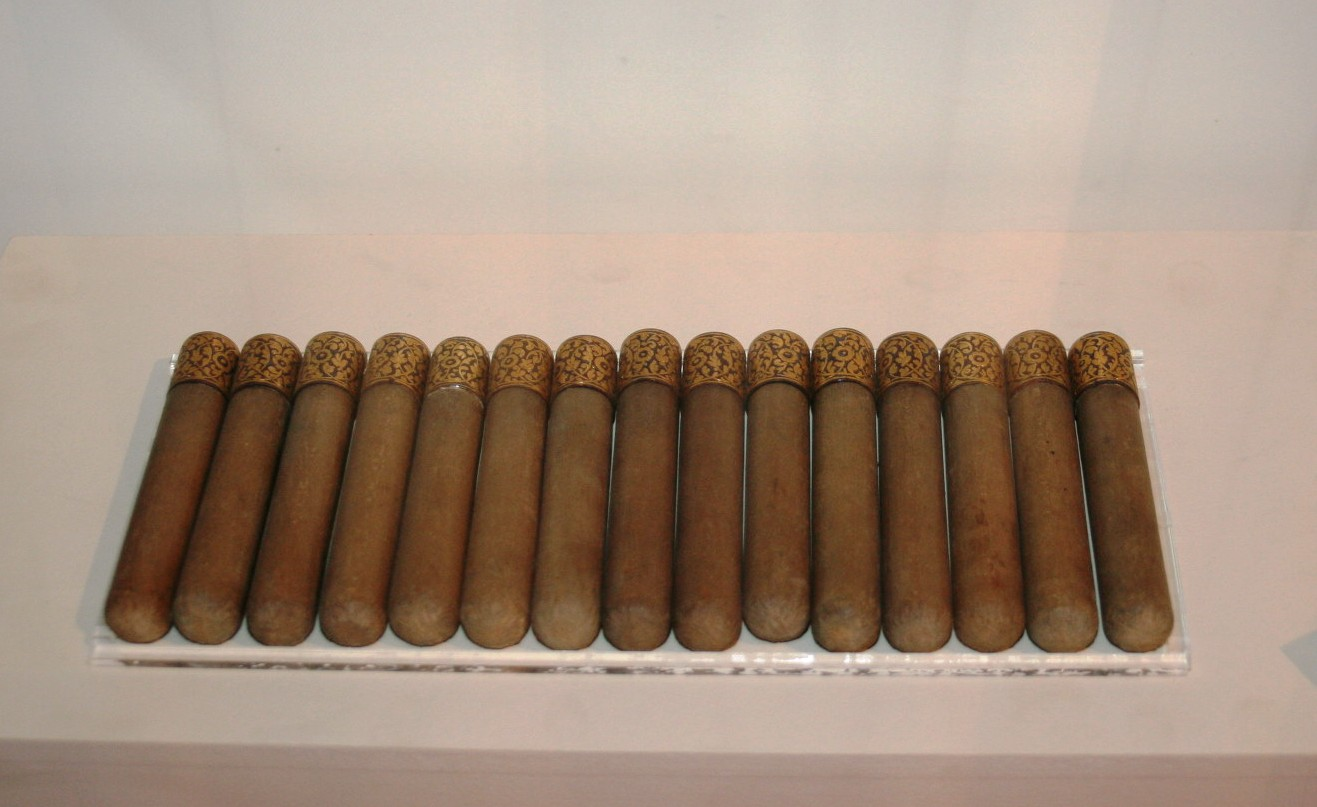
Газыри униформы генерал-майора Ибрагим-Ага Усубова. Музей истории Азербайджана, Баку

В начале декабря 1917 года штаб Кавказского фронта предложил провести национализацию отдельных частей, в первую очередь — 219-го пехотного запасного полка, дислоцированного в Елизаветполе, на базе которых должен был формироваться Мусульманский корпус. Закавказский комиссариат поддержал это предложение и 18 декабря 1917 года (по другим сведениям — 11 декабря) издал постановление о создании новой армии, включавшей в себя и Мусульманский корпус. Его формирование было начато на следующий день согласно приказу № 155 главнокомандующего войсками Кавказского фронта генерала от инфантерии М. А. Пржевальского. Командиром вновь формировавшегося Мусульманского (Азербайджанского) корпуса был назначен генерал-лейтенант Али-Ага Шихлинский. Корпус в общих чертах был сформирован к концу апреля — началу мая 1918 года. Вернувшийся к тому времени на родину генерал-майор И. Усубов был назначен командиром 2-й пехотной дивизии формировавшегося корпуса. 26 июня 1918 года постановлением Совета Министров Мусульманский корпус был переименован в Отдельный Азербайджанский корпус.
При формировании генерал-лейтенантом Нури в мае— июле Кавказской исламской армии, в её состав вместе с прибывшими 5-й Кавказской и 15-й Чанахгалинской турецкими дивизиями вошёл Отдельный Азербайджанский корпус. В начале июля начался процесс расформирования Отдельного Азербайджанского корпуса. 13 августа приказом Нури-паши корпус, как самостоятельное соединение, был расформирован. Командир 2-й пехотной дивизии корпуса генерал-майор И. Усубов был направлен в распоряжение армии.
В ноябре 1918 года поступает на службу в армию Азербайджанской Демократической Республики. 15 ноября был назначен инспектором стрелкового дела и начальником военно-учебных заведений. 26 ноября 1918 года вступил в командование 1-й пехотной дивизией. С 8 января 1919 года генерал для поручений при военном министре. 14 июля 1919 года был назначен начальником 2-й пехотной дивизии. Штаб дивизии находился в Баку. В ноябре правительством АДР был командирован в Италию для переговоров с военным министерством страны о поставках военного обмундирования и снаряжения для армии Азербайджана. С этой целью вёл переговоры с компаниями Генуи, Милана, Триенто, Турина и Вероны. Усубов свободно владел французским, английским, немецким и польским языками. Весной 1920 года, продолжая командовать 2-й пехотной дивизией, был назначен начальником Бакинского укреплённого района.

## Арест и расстрел
После установления советской власти в Азербайджане, в начале июня 1920 года Ибрагим-ага Усубов был арестован в собственном доме, имущество описано. Генерал-майор Ибрагим-ага Усубов вместе с двенадцатью генералами и офицерами армии АДР был расстрелян 16 июля 1920 года.

## Награды
- Орден Святой Анны 4-й ст. с надписью «За храбрость»  (1904)
- Орден Святого Владимира 4-й ст. с мечами и бантом  (11.12.1905)
- Орден Святого Станислава 3-й степени с мечами и бантом  (21.11.1906)
- Орден Святой Анны 3-й ст.  (6.12.1909)
- Орден Святого Станислава 2-й ст.  (6.02.1913)
- Орден Святой Анны 2-й ст. с мечам   (1.03.1915)
- Орден Святого Георгия 4-й ст.  (19.04.1915)
- Высочайшее благоволение  (7.11.1915)
- Орден Святого Владимира 3-й ст. с мечами  (29.12.1916)
- мечи к ордену Святого Станислава 2-й ст.  (29.04.1917)
- мечи и бант к ордену Святой Анны 3-й ст.  (17.05.1917)

## Семья
В 1910 году Усубов вступил в брак с младшей дочерью Закавказского муфтия Мирзы Гусейна Эфенди Гаибова — Говхар ханум. От этого брака у него были дочери Сурея, Нигяр и сын Исмаил, который погиб в 1940 году.

## Источник
- Усубов, Ибрагим-Ага Муса-Ага оглы. // Проект «Русская армия в Великой войне».
- Назирли Шамистан. Расстрелянные генералы Азербайджана = Güllələnmiş Azərbaycan Generalları. — 2-е изд. — М. Баку, 2006. — С. 62—68. — 655 с.
- Адрес-календарь Азербайджанской Республики. — Баку, 1920.